# Crveni Vrh
Crveni Vrh (olaszul: Monte Rosso) falu Horvátországban, Isztria megyében. Közigazgatásilag Umaghoz tartozik.

## Fekvése
Az Isztria északnyugati részén, Umagtól 8 km-re északra a Savudrija-félsziget északi partján, a Pirani-öbölben fekszik.

## Története
Üdülőtelepülés, melynek lakosságát 2001 óta számolják önállóan. Akkor 173, 2011-ben 185 lakosa volt.

## Lakosság
| Lakosság változása | Lakosság változása | Lakosság változása | Lakosság változása | Lakosság változása | Lakosság változása | Lakosság változása | Lakosság változása | Lakosság változása | Lakosság változása | Lakosság változása | Lakosság változása | Lakosság változása | Lakosság változása | Lakosság változása | Lakosság változása |
| ------------------ | ------------------ | ------------------ | ------------------ | ------------------ | ------------------ | ------------------ | ------------------ | ------------------ | ------------------ | ------------------ | ------------------ | ------------------ | ------------------ | ------------------ | ------------------ |
| 1857               | 1869               | 1880               | 1890               | 1900               | 1910               | 1921               | 1931               | 1948               | 1953               | 1961               | 1971               | 1981               | 1991               | 2001               | 2011               |
| 0                  | 0                  | 0                  | 0                  | 0                  | 0                  | 0                  | 0                  | 0                  | 0                  | 0                  | 0                  | 0                  | 0                  | 173                | 185                |

## Nevezetességei
Szent Péter-templom romjai. Kivételes stratégiai elhelyezkedése miatt a templom helye már az őskortól kezdve lakott volt. A templom egyhajós, román stílusú épület volt, a hátsó falsíkból kiemelkedő félköríves apszissal. A templomrom mellett lakó- és gazdasági épületek maradványai találhatók. A templomot valószínűleg egy, a 12. századi írásos forrásokban már említett egykori kolostor, vagy egy korábbi templom helyén emelték. A bejárat feletti felirat szerint utolsó megújítása 1904-ben történt. Ma teljesen elhagyatottan áll, belül teljesen üres, tetőzete részben beszakadt.
Valfontane falu közelében található a Szent Lőrinc-templom és régészeti lelőhely. A templom kelet-nyugati tájolású, téglalap alaprajzú, egyhajós, alacsony, félköríves, kőpalával borított apszissal, 1579-ből származó harangdúccal rendelkezik, mely a főbejárat homlokzata felett áll. A bejárati portáltól balra és jobbra két kőből épített, falazott pad található. A bejárati homlokzat sarkai fából készültek, a tetőeresz alatt függőárkádok motívumai láthatók. A függőárkádok építészeti motívuma az észak-olasz román építészetben megjelenő rokon példákhoz köthető. A templomot a 12. századra keltezik. A templom környékén feltárt régészeti leletek egy ókori villae rustica maradványaira utalnak.